# Booth Tarkington
Newton Booth Tarkington (29. července 1869 Indianapolis – 19. května 1946 Indianapolis) byl americký romanopisec a dramatik, který se nejvíce proslavil svými romány The Magnificent Ambersons (1918) a Alice Adams (1921). Je jedním z pouhých čtyř romanopisců, kteří získali Pulitzerovu cenu za beletrii více než jednou (spolu s Williamem Faulknerem, Johnem Updikem a Colsonem Whiteheadem). Cenu získal v letech 1919 a 1922. Byl hlavní postavou tzv. zlatého věku literatury v Indianě. Mnoho svých příběhů zasadil do prostředí Středozápadu. Řada jeho próz má satirický charakter. Pokračoval ve spisovatelské práci, i když ztratil zrak. Často je uváděn jako příklad autora, který se těšil velkému úspěchu za svého života, ale jehož pověst a vliv nepřežily jeho smrt. Byl i politikem, za Republikány krátce zasedal v indianském parlamentu (1902–1903), kde mj. bojoval proti rozmachu automobilismu. Jeho strýc Newton Booth byl guvernérem Kalifornie v letech 1871 až 1875. Přes svou manželku byl spřízněn i se starostou Chicaga Jamesem Hutchinsonem Woodworthem.